# Фрингс, Теодор
Теодор Фрингс (нем. Theodor Frings; 23 июля 1886, Фирзен, Северный Рейн-Вестфалия — 6 июня 1968, Лейпциг, ГДР) — немецкий лингвист-германист, медиевист, педагог. Профессор Боннского (с 1917) и Лейпцигского (с 1927) университетов. Директор института немецкого языка и литературы в Берлине (с 1952). Академик Германской Академии наук в Берлине (с 1946), Баварской академии наук и Саксонской Академии наук в Лейпциге (с 1930; в 1948—1965 гг. — президент АН). Основатель научной школы.

## Биография
Сын переплетчика. Образование получил в университетах Марбурга и Лейпцига. Ученик Фердинанда Вреде.
С 1917 года преподавал в Боннском университете. В 1919 году — профессор немецкой и голландской филологии, в 1927 году — профессор немецкого языка там же.
Позже, до выхода на пенсию в 1957 году читал лекции в Лейпцигском университете. К качестве приглашённого профессора работал за рубежом, в 1922/23 годах в Амстердамском университете. Продолжал преподавать до своей смерти в 1968 году.
В 1933 году был в числе подписантов заявления профессоров о поддержке Гитлера. В мае 1936 года сделал позитивное заявление о нацистском режиме, при этом Т. Фрингс не был членом НСДАП.
Будучи одним из основателей Института исторической географии, после окончания Второй мировой войны был приглашён для продолжения работы в институте союзниками. Затем переехал в советскую зону оккупации. С 1946 по 1965 год был президентом Саксонской Академии наук в Лейпциге. Также возглавлял Институт немецкой литературы и языка Академии наук Германии в Восточном Берлине.

## Научная деятельность
Основные труды в области диалектологии немецкого языка. Для Т. Фрингса и его школы характерны комплексные исследования, устанавливающие исторические границы распространения диалектов на основе создания исторических, диалектологических и фольклорных карт.
Вслед за Ж. Жильероном применил методику лингвистической географии. Исследовал проблемы формирования общенемецкого национального литературного языка.
Отстаивал убеждения, что языковая история является неотъемлемой частью человеческой истории. Как германист тесно работал с историками, фольклористами, голландистами и романистами, для описания культурных областей.
Опубликовал работы по средневековой немецкой литературе. Руководил завершением издания (в 1961) словаря немецкого языка братьев Гримм. С 1952 (совместно с Э. Карг-Гастерштедт) составлял и издавал «Древневерхненемецкий словарь».
Член многих иностранных академий и научных обществ.

## Награды
- Национальная премия ГДР 2-й степени (1949)
- Национальная премия ГДР 1-й степени (1961)
- Золотой Орден «За заслуги перед Отечеством» (ГДР) (1959)
- Серебряный Орден «За заслуги перед Отечеством» (ГДР) (1954)
- Доктор honoris causa Амстердамского университета (1937)
- Доктор honoris causa Гентском университета (1962)
- Доктор honoris causa Лейпцигского университета (1966).

## Память
- В его честь Саксонская академия наук в Лейпциге учредила премию им. Теодора Фрингса.

## Избранные труды
- 1913: Studien zur Dialektgeographie des Niederrheins zwischen Düsseldorf und Aachen.
- 1922: Rheinishe Sprachgeschichte.
- 1932: Sprache und Siedlung im mitteldeutschen Osten.
- 1936: Kulturräume und Kulturströmungen im mitteldeutschen Osten.
- 1936: Grundlagen des Meißnischen Deutsch.
- 1948: Grundlegung einer Geschichte der deutschen Sprache.